# Tricot
Tricot – miejscowość i gmina we Francji, w regionie Hauts-de-France, w departamencie Oise.
Według danych na rok 1990 gminę zamieszkiwały 1294 osoby, a gęstość zaludnienia wynosiła 109 osób/km² (wśród 2293 gmin Pikardii Tricot plasuje się na 219. miejscu pod względem liczby ludności, natomiast pod względem powierzchni na miejscu 330.).